# ハロルド・ロイド
ハロルド・クレイトン・ロイド・シニア（英: Harold Clayton Lloyd, Sr.、1893年4月20日 - 1971年3月8日）は、アメリカ合衆国のコメディアン。1920年代のバスター・キートン、チャールズ・チャップリンと並び活躍したサイレント映画のスーパースターの一人である。

## プロフィール
子役、エキストラを経て、約200本近くの映画に出演。多くの作品にカンカン帽にセルロイドの丸ぶち眼鏡という独特のスタイルで登場した。都会的な一好青年によるドタバタ喜劇というのが特徴で、気弱な主人公が、いざ恋する女性のために一念発起、大奮闘する姿がよく描かれた。この丸ぶち眼鏡を通称ロイド眼鏡というのは、彼にちなんでいる。

### デビューまで
1910年、父親が事業で何度か失敗した後、ロイドの両親は離婚し、父親は息子と一緒にカリフォルニア州サンディエゴに引っ越した。ロイドは子供の頃に劇場で演技者として働いた。

### デビュー

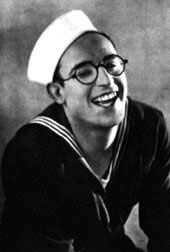
『ロイドの水兵』より（1921年）

1912年頃にエジソンフィルムカンパニーの1巻物の喜劇映画に出演を始めた。1913年の『The Old Monk's Tale』が既知の最初の出演作で、クレジットされていないアメリカ・インディアンを演じた。
その後、ロサンゼルスのキーストン・スタジオの映画に出演すると共に、ユニバーサル・スタジオにエキストラとして雇われてすぐプロデューサーのハル・ローチと友人になり、彼の下で1915年、「ウィリーワーク（Willie Work）」、続いて「ロンサムリューク（Lonesome Luke）」（まだ眼鏡をかけておらず、チャップリンが創作したキャラクター「ザ・トランプ」に酷似）という不恰好で狡猾なキャラクターで売り出した。

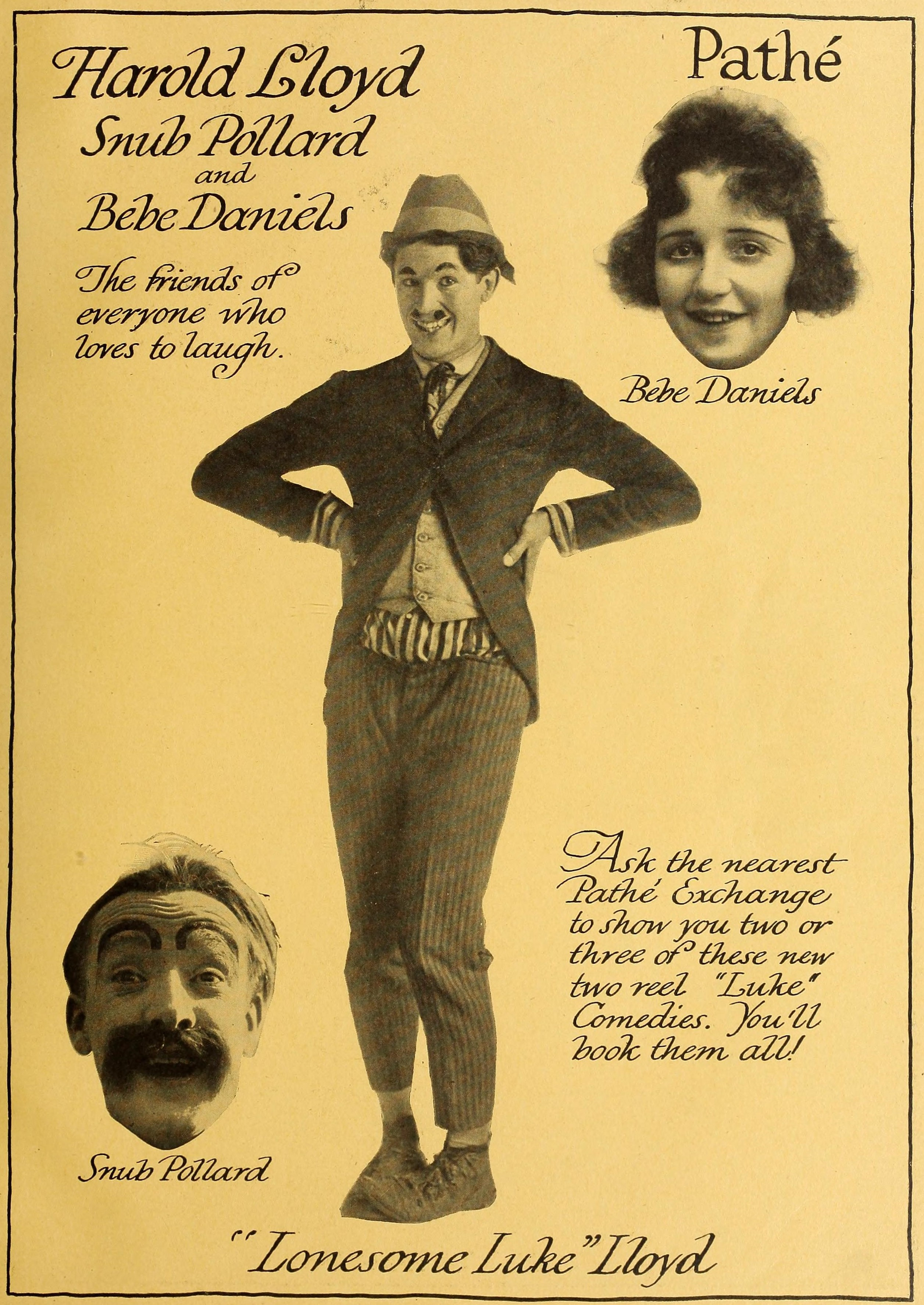
「ロンサムリューク」スタイルのロイド、およびビーブ・ダニエルズ（右上）とスナップ・ポラード（左下） 1917年

ビーブ・ダニエルズ、スナップ・ポラード（英語版）という共演者を得て、1917年、『ロイドの野球』で初めてグラスキャラクター「ザ・ボーイ」になった。
向こう見ずなキャラクターに変わりはないが、1919年までにアイデアに富む目まぐるしいドタバタを展開した。ただ荒々しいだけではなく、感情的にも共感できることがほしいということで、その作品も徐々に観客の心を掴むよう工夫された。驚いて「髪が総毛立つ」というギャグを、風を顔に当てて表現するなど、漫画的な映像表現を積極的に採り入れたりもした。

### 人気

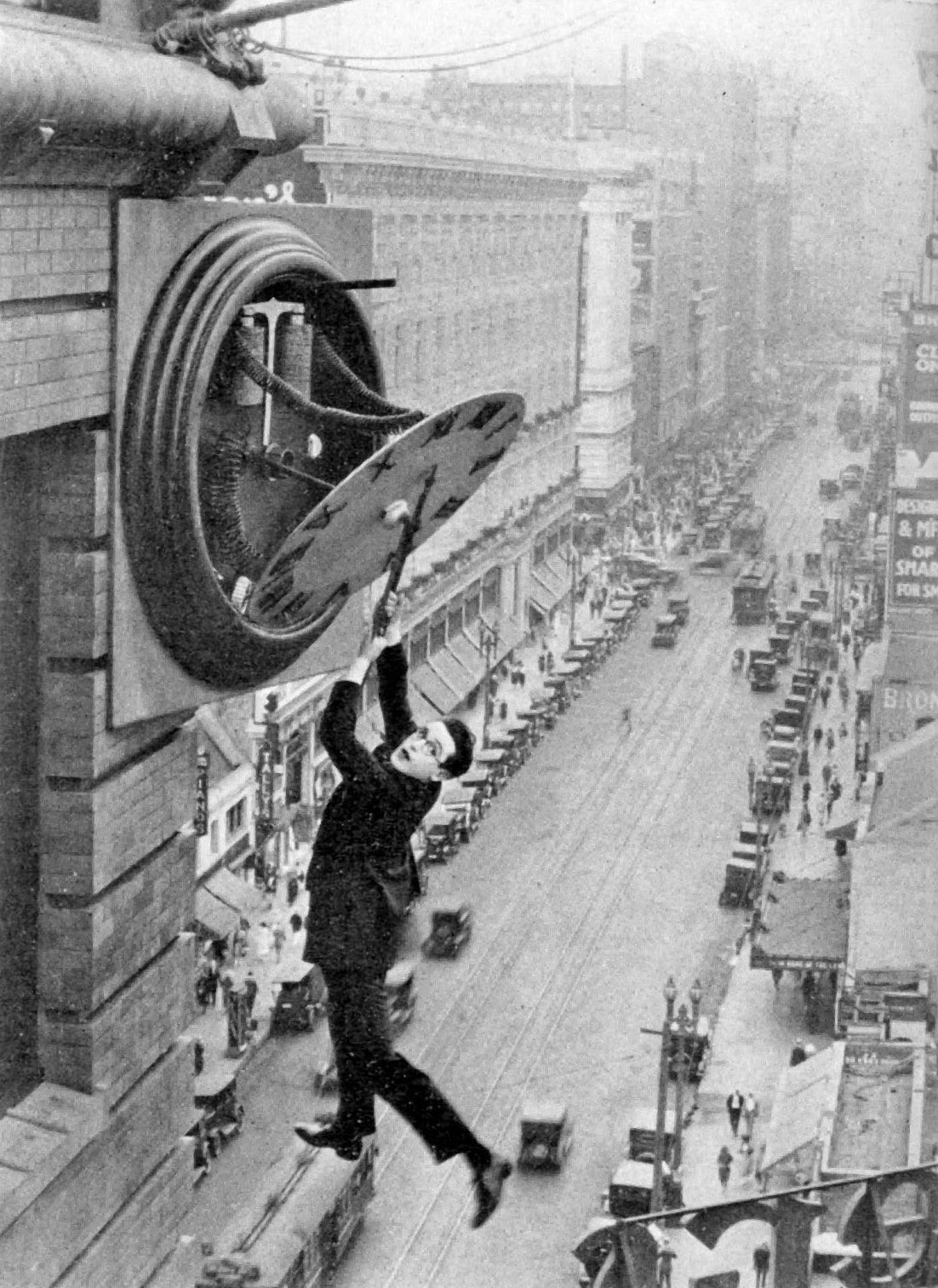
『要心無用』での危険なスタント

1919年、相手役を可憐なミルドレッド・デイヴィス（1923年にロイドと結婚）に代え、短編から中長編へと乗り出す。

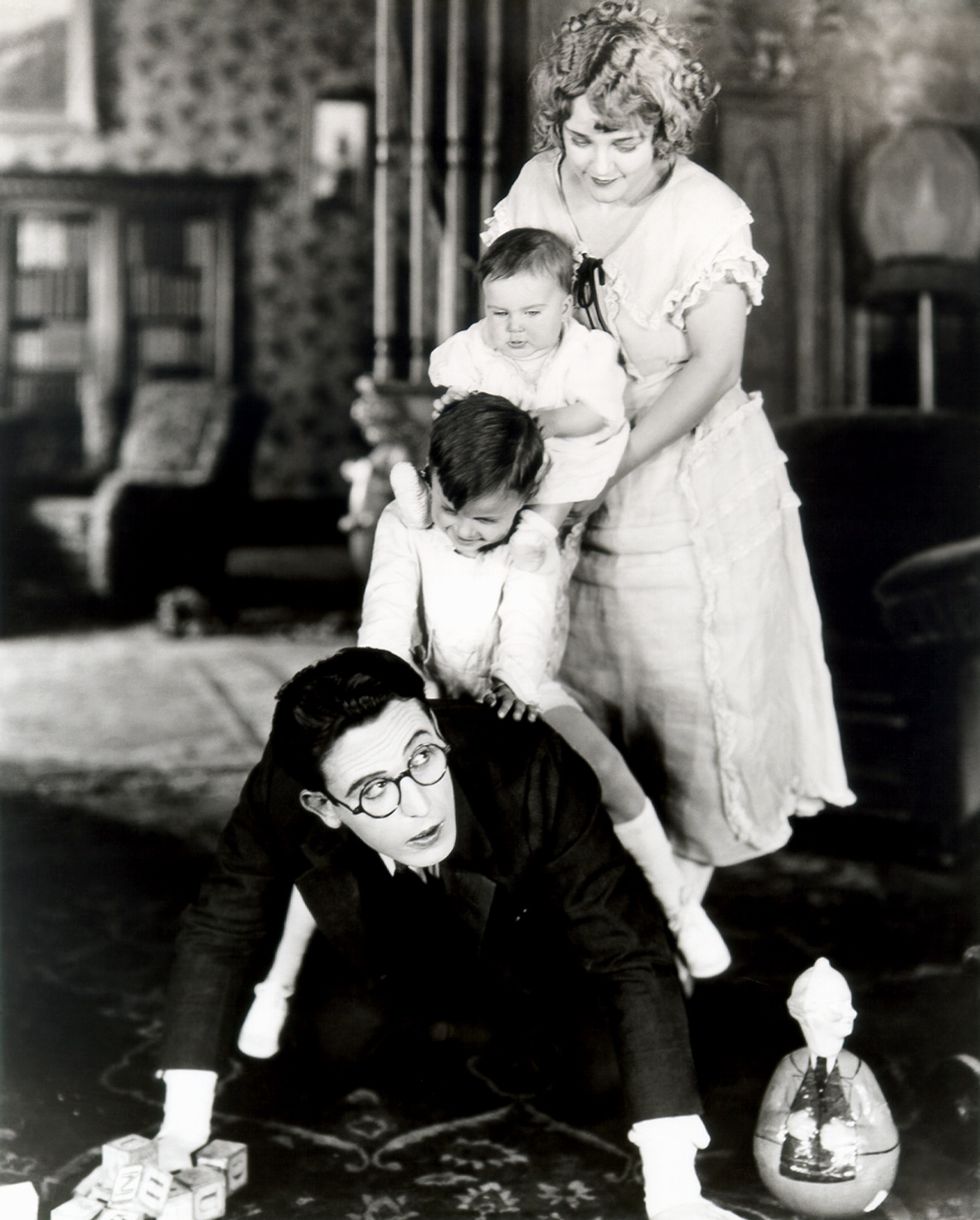
『俺がやる』（1921）
後ろの女性が後に妻となるミルドレッド・デイヴィス

1919年8月24日に、ロスアンジェルスの写真撮影所でスチル写真撮影時に、爆発事故により右手の親指と人差し指を失くし、それ以降は義指着用となった。『要心無用(1923年)』の有名なビルディング・アクションも、義指をつけての演技である。
その後、傑作『豪勇ロイド(1922年)』や、『猛進ロイド(1924年)』を発表。1925年には『ロイドの人気者』 が興行成績において同年のチャップリンの『黄金狂時代』を上回った。
相手役も『ロイドの巨人征服(1923年)』より名花ジョビナ・ラルストンに代わり、1年に1本の割合で長編作品を作り続けた。
なお、日本でも、明朗快活でモダンなロイド喜劇は一世を風靡し、巨匠・小津安二郎監督などにも影響を与えている。小津作品の『大学は出たけれど』や『和製喧嘩友達』のセットにロイド作品のポスターが使用されている。

### トーキー時代

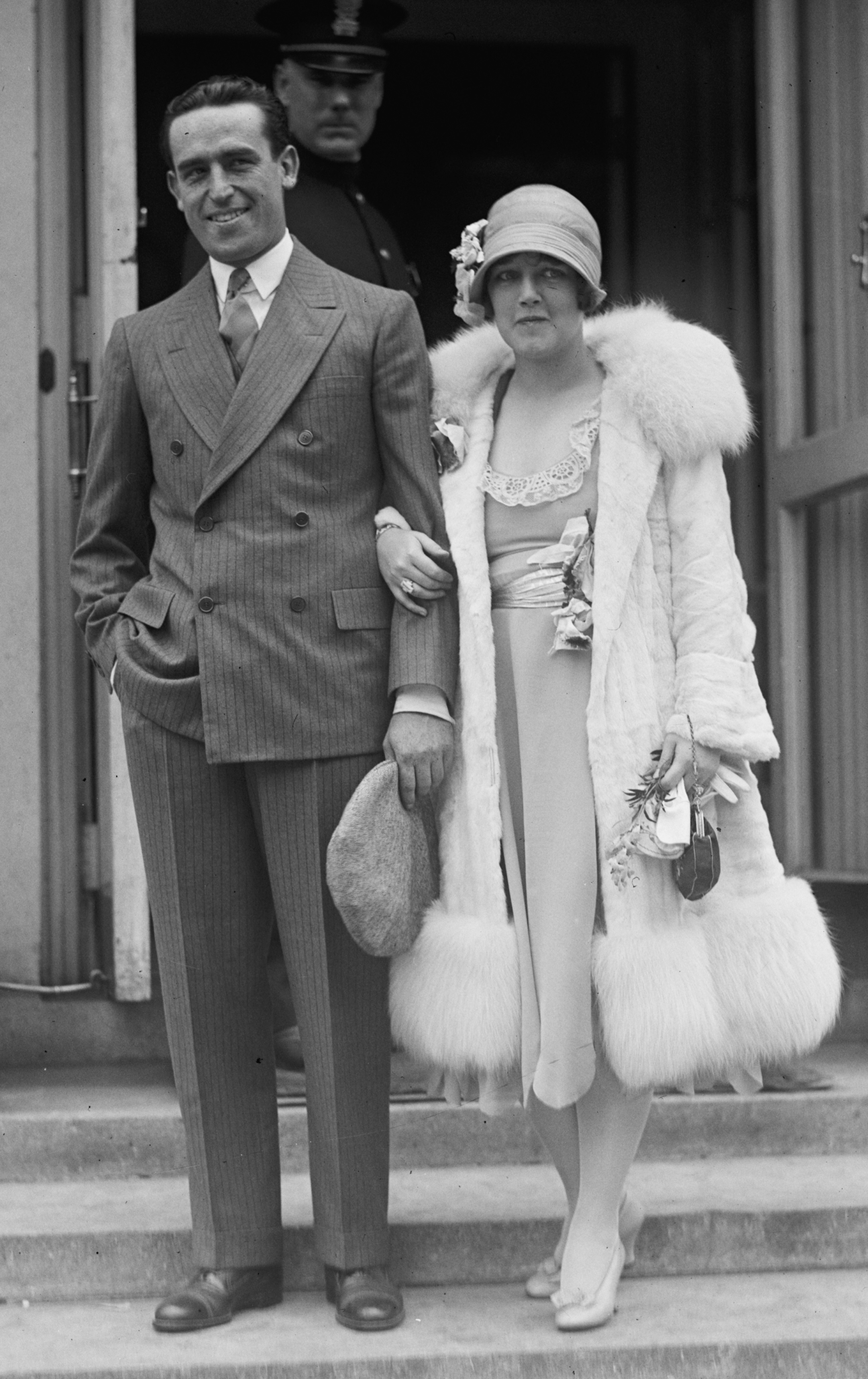
妻ミルドレッドと（1925年）

サイレント時代のスターが、徐々にトーキーシステムに乗りきれず（声が悪かったり過剰演技）凋落していくそのなかで、アクションが売りだったロイドも、また苦境を迎えていた。
人気は以前のように持続できなかったが、主演する映画はそれなりにヒットしている。1938年の『ロイドのエジプト博士』以降長らくのブランクの後1947年の『ハロルド・ディドルボックの罪』（『ロイドの人気者』の続編）に主演したのを最後に引退した（ただしこの作品はいくつかのシーンを撮り直し再編集して1950年にタイトルを『Mad Wednesday（奇妙な水曜日）』に変更して再公開された）。
また彼は商才に長けていたため、自分のフィルムを後々まで手許に残し、再び脚光を浴びる機会を窺っていた。彼の死後、アメリカのタイムライフ社がその権利の一部を買い取り、『ロイドの喜劇の世界』（外部リンク"HAROLD LLOYD' S WORLD OF COMEDY"も参照）と題しテレビ放映された。日本では1970年代の後半に、「ロイド小劇場」（NHK）としてフランキー堺のナレーション入りで放送している。

### 第二次世界大戦後

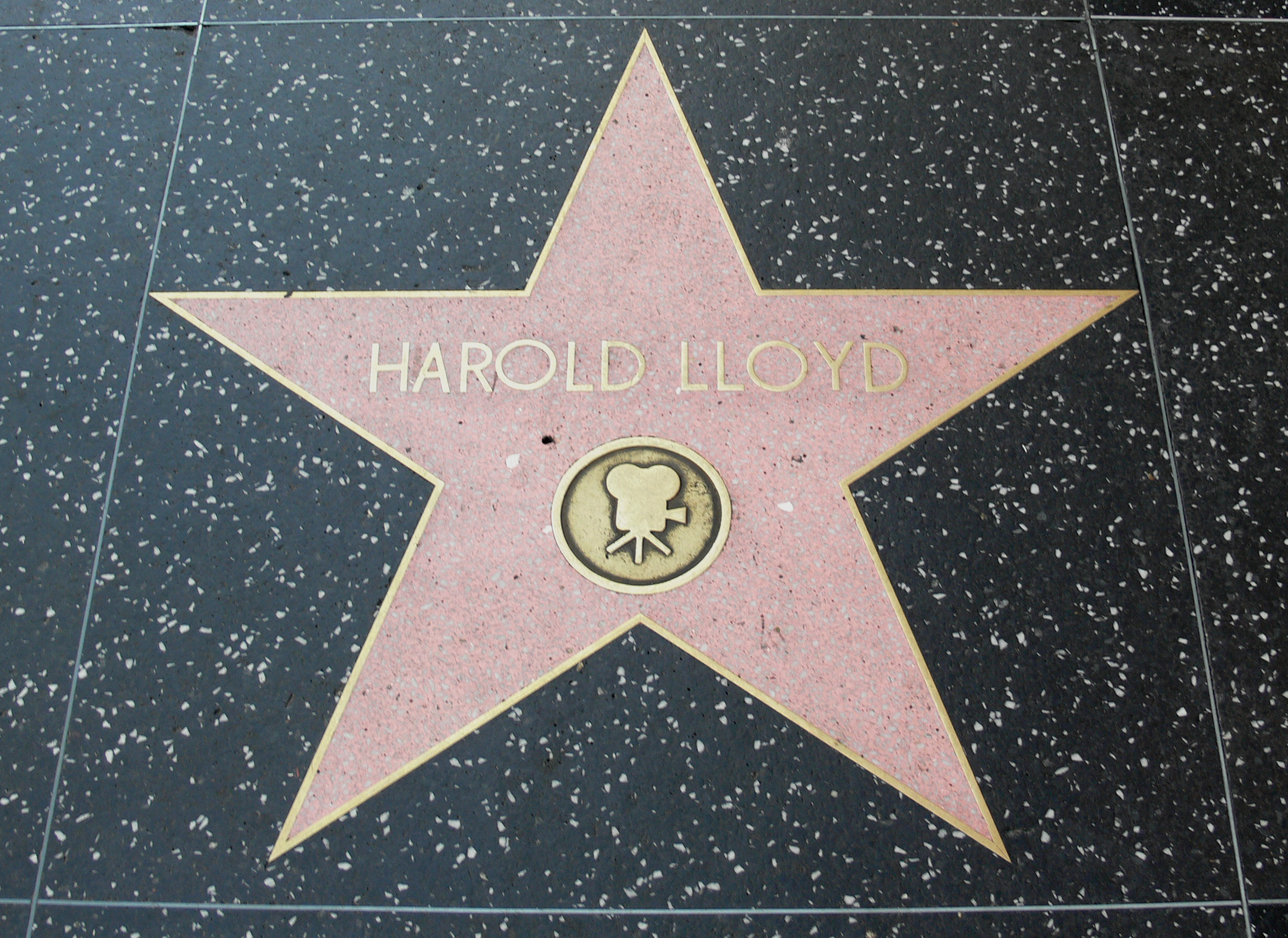
ハリウッドの栄誉標

1952年、ロイドはコメディアンの巨匠、およびよき市民としてアカデミー名誉賞を授与された。
1962年の来日時、脱疽により右足を失くした榎本健一を見舞い、「私も撮影中の事故で指を失った。ハリウッドには片足を無くして義足で頑張っている俳優がいる。次に日本に来る時はあなたがまた舞台や映画で活躍していることを確信している」と榎本を激励した。報道陣にも「エノケンさんは素晴らしい俳優です。あんな不幸の中でも明るく元気で、少しも不幸に負けていない。米国にもハーバート・マーシャルのように同じ不幸と戦った俳優がいます。エノケンさんが1日も早く回復されるように祈っています」と語っていたという。
翌年に再来日。今度は榎本が帝国ホテルのロイドを訪ね、「あなたの精神力に敬服する」と榎本の復活を喜んだロイドは、喜劇俳優としての心得について、「滑稽な身なりをして、同じタイプの性格を演じるというコメディアンが同世代に多いが、自分は同じ平凡な身なりで性格で演じ分けた」と語った。また、『シャボン玉ホリデー』など日本のテレビ番組にゲスト出演した。

### 晩年
晩年は、趣味でもある写真工学の研究に励み、3Dで撮ったストリッパーや、マリリン・モンローの写真が遺されている（孫娘スザンヌ・ロイドが10万点の中から厳選した写真集が2004年に出版された）。
1971年3月8日、前立腺癌により77歳で死去。
2008年、ロイド全盛期の傑作がDVD-BOXとしてリリースされ、リマスターされた良質な映像で観られるようになった。

## 主な作品

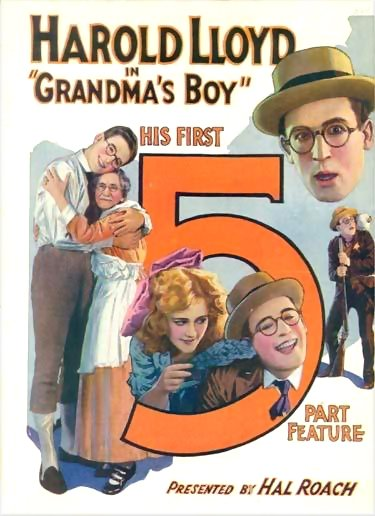
『豪勇ロイド』のポスター

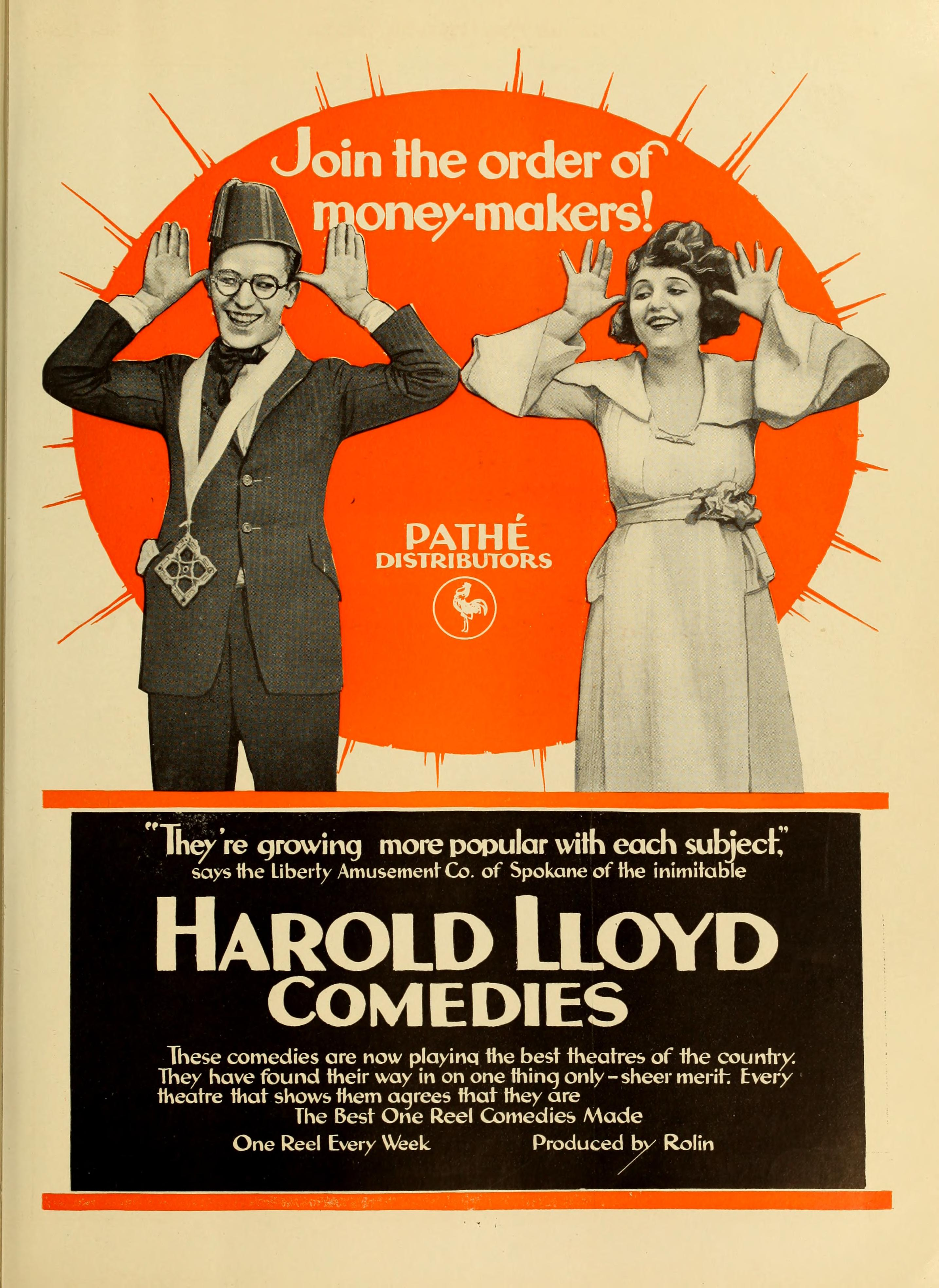
広告 （1919年）

（英語版のHarold Lloyd filmographyも参照。）

### 1910年代
- 『海辺の恋人たち（英語版）』（1915年）[15][16]
- 『ロイドの野球（英語版）』（1917年）[17][18]
- 『ロイドのコック／ロイドの浮気者（英語版）』（1917年）[19][20]
- 『ロイドの二挺拳銃（英語版）』（1918年）[21][22]
- 『ロイドの猛獣結婚（英語版）』（1918年）[23][24]
- 『ロイドの父に聞いて（英語版）』 （1919年）[25][26]
- 『ハート張り（英語版）』 （1919年）[27][28]
- 『ロイドのブロードウェイ（英語版）』 （1919年）[29][30]
- 『其の日ぐらし（英語版）』 （1919年）[31][32]

### 1920年代
- 『ずるい若様（英語版）』 （1920年）[33][34]
- 『ロイドの化物退治（英語版）』 （1920年）[35][36]
- 『都会育ちの西部者（英語版）』 （1920年）[37][38]
- 『眼が廻る（英語版）』 （1920年）[39][40]
- 『ロイドの神出鬼没（英語版）』 （1920年）[41][42]
- 『ロイドの何番々々（英語版）』 （1920年）[43][44]
- 『好機逸すべからず（英語版）』 （1921年）[45][46]
- 『客に混って（英語版）』 （1921年）[47][48]
- 『俺がやる（英語版）』 （1921年）[49][50]
- 『ロイドの落胆無用（英語版）』 （1921年）[51][52]
- 『ロイドの水兵（英語版）』 （1921年） - 初の長編[53][54]
- 『豪勇ロイド（英語版）』 （1922年）[55][56]
- 『ドクター・ジャック（英語版）』 （1922年）[57][58]
- 『ロイドの要心無用』 （1923年）
- 『ロイドの巨人征服（英語版）』 （1923年）[59][60]
- 『猛進ロイド（英語版）』 （1924年）[61][62]
- 『ロイドの初恋（英語版）』 （1924年）[63][64]
- 『ロイドの人気者』 （1925年）[65][66]
- 『ロイドの福の神（英語版）』 （1926年）[67][68]
- 『田吾作ロイド一番槍（英語版）』（別題『キッド・ブラザー』）（1927年）[69][70]
- 『ロイドのスピーディ（英語版）』 （1928年）[71][72]
- 『危険大歓迎（英語版）』 （1929年） - 初のトーキー作品[73][74]

### 1930年代以降
- 『ロイドの足が第一（英語版）』 （1930年）[75][76]
- 『ロイドの活動狂（英語版）』 （1932年）[77][78]
- 『ロイドの大勝利（英語版）』 （1934年）[79][80]
- 『ロイドの牛乳屋（英語版）』 （1936年）[81][82]
- 『ロイドのエジプト博士（英語版）』 （1938年）[83][84]
- 『ハロルド・ディドルボックの罪（英語版）』 （1947年）[85][86]
- 『ロイドの喜劇の世界（英語版）』（1962年）[87][88]

## エピソード

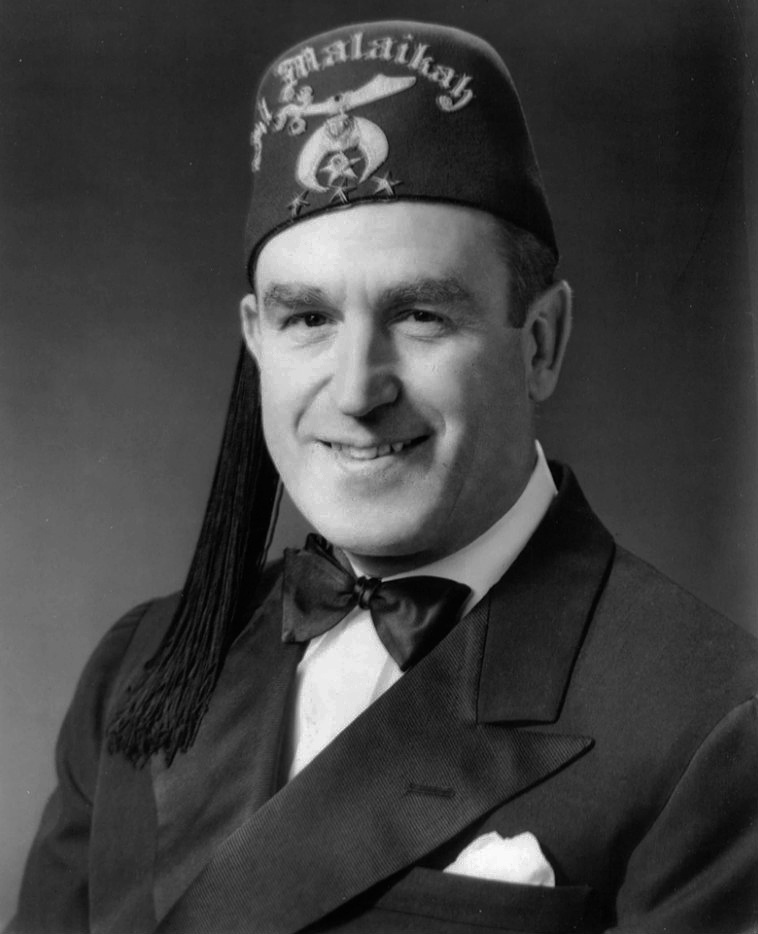
フリーメイソンの内組織シュラインの帽子を被ったロイド(1946年頃)

- 1925年、カリフォルニア州ハリウッドにあるフリーメイソンのアレキサンダー・ハミルトン・ロッジNo.535(Alexander Hamilton Lodge No.535)に入会した[89]。
- 1970年代に日本で「プレイ・ロイド」のタイトルの下、それ以前のチャップリン、キートン同様主要作品の連続上映企画が東宝東和により行われたが、『ロイドの要心無用』（当時は『ロイドの用心無用』）と併映の『ロイドの家庭サービス』（『ロイドの初恋』の再編集版）が上映されたのみで、それ以降の上映は見送られた[90][91]。
- ジャッキー・チェンの代表作である『プロジェクトA』（1983年）の時計台からの落下シーンは、ハロルド・ロイド（『要心無用』）にジャッキーが敬意を表したものである。
- ビバリーヒルズにあるロイドの豪邸（通称"グリーン・エーカーズ"と呼ばれ、敷地面積およそ6000坪）は、かつてエディ・マーフィ主演の『ビバリーヒルズ・コップ』（1984年）や、アーノルド・シュワルツェネッガー主演の『コマンドー』（1985年）のロケで使われたことがある。
- 『ラストエンペラー』（1987年）で、主人公の愛新覚羅溥儀は、眼鏡をかけるよう勧められると、「ハロルド・ロイドみたいだね（Like Harold Lloyd!）」と言う[92]。

## ドキュメンタリー
- 『命知らずの喜劇王-ハロルド・ロイド物語（The Third Genius）』[93]（外部リンク参照）

## 関連書籍
- 『世界の映画作家26 バスター・キートンと喜劇の黄金時代』（小藤田千栄子編、キネマ旬報社、1975年）
- 『サイレント・コメディ全史』（新野敏也ほか、喜劇映画研究会編・刊、1992年） ISBN 978-4906409013
- マック・セネット『〈喜劇映画〉を発明した男　帝王マック・セネット、自らを語る』（石野たき子訳／新野敏也監訳、作品社、2014年）ISBN 4861824729